# Black+Decker

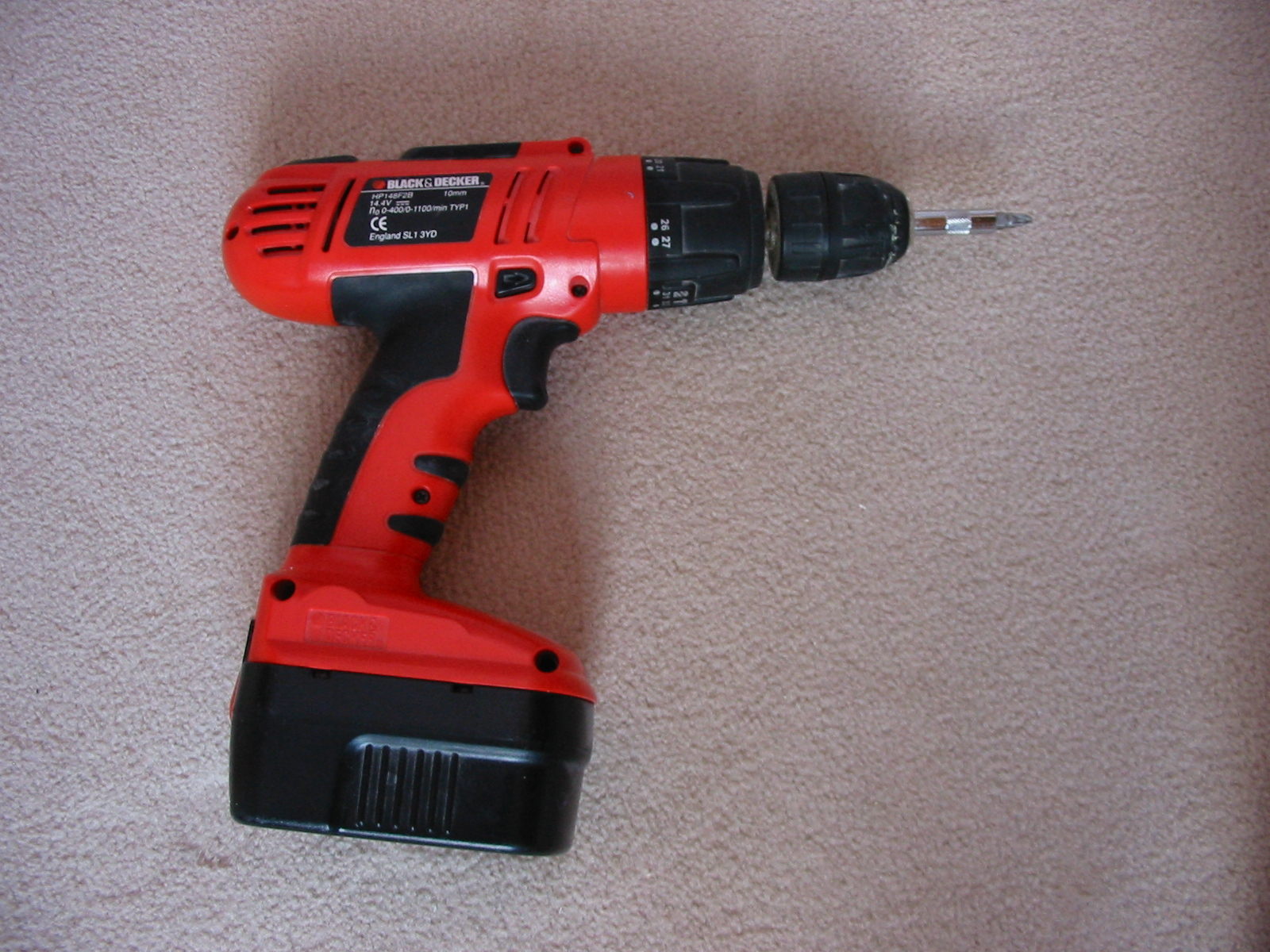
Jeden z produktów marki Black & Decker

Black+Decker Inc. – amerykański producent elektronarzędzi oraz sprzętu AGD.
Przedsiębiorstwo zostało założone w 1910 roku przez Duncana Blacka oraz Alonzo Deckera. Nazwa przedsiębiorstwa pochodzi od połączenia ich nazwisk. Przedsiębiorstwo posiada również kilka spółek zależnych, jednak produkują one narzędzia pod własną nazwą (m.in. DeWalt, Kwikset oraz Price Pfister). 
12 marca 2010 doszło do połączenia spółek Black & Decker i Stanley Works pod nazwą Stanley Black & Decker.